# Ottowia pentelensis
Ottowia pentelensis es una bacteria gramnegativa del género Ottowia. Fue descrita en el año 2011. Su etimología hace referencia a Pentele, nombre tradicional de la ciudad húngara de Dunaújváros. Es aerobia e inmóvil. Tiene un tamaño de 0,5-0,7 μm de ancho por 1-1,7 μm de largo. Forma colonias de color beige, circulares y lisas en agar TSA tras 2-5 días de incubación. Catalasa y oxidasa positivas. Temperatura de crecimiento entre 4-37 °C, óptima de 20-28 °C. Se ha aislado de lodos activados. 